# Фраков, Сергей Александрович
Сергей Александрович Фраков — советский военный и государственный деятель, полковник.

## Биография
Родился в 1906 году в деревне Незговорово. Член КПСС.
Окончил Московскую пехотную школу, курсы при Ленинградской школе ВОСО, ускоренный курс ВАММ.
В 1928—1941 — командир взвода 34-го стрелкового полка, участник конфликта на КВЖД, командир взвода 5-го отдельного учебного автотранспортного батальона, помощник командира и командир отдельной автороты 2-й стрелковой дивизии, начальник автоотряда в Управлении военно-строительных работ № 91 и № 67, командир автороты 8-го отдельного учебного автотранспортного батальона, командир автороты отдельного автотранспортного батальона, начальник штаба автотранспортного батальона 26-го стрелкового корпуса, участник боев у озера Хасан, помощник командира по строевой части 14-го отдельного автотранспортного батальона 1-й отдельной Краснознамённой армии, командир автотранспортного батальона 58-го мотострелкового полка 58-й танковой дивизии Дальневосточного фронта, помощник командира мотострелкового полка 58-й танковой дивизии..
Участник Великой Отечественной войны: помощник начальника оперативного отдела штаба 15-го танкового корпуса Западного фронта, начальник штаба 15-го отдельного гвардейского танкового полка прорыва, начальник штаба БТиМВ 38-й армии, заместитель командира 59-й гвардейской танковой бригады, и.д. командира 50-й танковой бригады, заместитель командира 11-й отдельной гвардейской танковой бригады, заместитель командира по строевой части 1-го Польского танкового корпуса
В 1945—1947 — заместитель командира 33-й гвардейской механизированной дивизии, командир 69-го кадрового механизированного батальона 9-го отдельного кадрового механизированного полка ГСОВГ.
В отставке по болезни с 1947 года.
Дата смерти неизвестна.

## Награды
- Орден Красного Знамени (30.07.1943, 06.11.1945)
- Орден Кутузова II степени (29.06.1945)
- Орден Александра Невского (05.09.1944)
- Орден Отечественной войны I степени (21.10.1943)
- Орден Красной Звезды (03.11.1944)
- Орден Virtuti Militari V класса